# Defektive Verteilung
Als defektive Verteilung wird in der Linguistik die Distribution eines Phonems bezeichnet, das nicht in allen Kontexten auftritt.
Das Auftreten von Phonemen einer Sprache innerhalb von Wörtern ist in vielen Fällen sowohl am Wortanfang (wortinitial), innerhalb eines Wortes (wortintern) und am Wortende (wortfinal) möglich. Tritt ein Phonem in einem dieser Kontexte nicht auf, spricht man von defektiver Verteilung.

## Beispiele
Das Phonem /h/ tritt im Deutschen in wortfinaler Position nicht auf. 
Belege für die Verteilung von /h/: [haʊs] [gəhɔlfən] *[worth]
Das Phonem /z/ tritt im Italienischen nicht morphem- oder wortinitial auf.